# Lužecký potok (přítok Vitického potoka)
Lužecký potok je malý vodní tok v okrese Karlovy Vary. Je dlouhý 5,1 km, plocha jeho povodí měří 6,1 km² a průměrný průtok v ústí je 0,05 m³/s. Pramení v Krušných horách na severozápadním úbočí vrchu Vlčinec v nadmořské výšce 890 metrů. Potok od pramene stéká prudkým údolím směrem k jihozápadu. Asi po dvou kilometrech se stočí k jihovýchodu a protéká osadou Lužec. Za ním po pravé straně obtéká Březový vrch a na severním okraji Děpoltovic se v nadmořské výšce 510 metrů vlévá zleva do Vitického potoka. Ačkoliv většina toku vede Krušnými horami, soutok se již nachází v oblasti Sokolovské pánve.